# La Cañada de Urdaneta
La Cañada de Urdaneta is een gemeente in de Venezolaanse staat Zulia. De gemeente telt 82.000 inwoners. De hoofdplaats is Concepción.